# Ichneumon vestigator
Ichneumon vestigator är en stekelart som beskrevs av Carl Peter Thunberg 1822. Ichneumon vestigator ingår i släktet Ichneumon och familjen brokparasitsteklar. Arten är reproducerande i Sverige. Inga underarter finns listade i Catalogue of Life.